# Alfred Spangenberg

Alfred Spangenberg

Alfred Friedrich Bertram Spangenberg (* 21. Juli 1897 in Breslau; † 12. Februar 1947) war ein deutscher Politiker (NSDAP).

## Leben und Wirken
Nach dem Besuch des Gymnasiums in Züllichau nahm Spangenberg nach Ablegung der Notreifeprüfung ab 1914 als Kriegsfreiwilliger beim Brandenburgischen Jäger-Bataillon Nr. 3 am Ersten Weltkrieg teil. Im Laufe des Krieges wurde er unter anderem an der Westfront, in Serbien (1915) und vor Verdun (1916) eingesetzt. Im März 1916 wurde er zum Leutnant der Reserve befördert. Im April 1918 geriet er als Kompanieführer beim Infanterieregiment 471 infolge einer Verwundung – seiner dritten im Kriege – in englische Gefangenschaft.
Im Anschluss an seine Rückkehr in die Heimat im Oktober 1919 absolvierte Spangenberg eine Banklehre. In den Jahren 1922 bis 1933 arbeitete Spangenberg bei der Kommerz- und Privatbank Berlin. Von 1927 bis 1930 fungierte Spangenberg als Arbeitsrichter, dann von 1931 bis 1933 als Landesarbeitsrichter. Am 1. August 1933 wurde er zum Reichsarbeitsrichter befördert.
Am 1. Oktober 1928 trat Spangenberg in die NSDAP ein (Mitgliedsnummer 99.849). Mitglied der SA wurde er 1931 und stieg bei dieser NS-Organisation 1942 bis zum SA-Standartenführer auf.
Nach dem Machtantritt der Nationalsozialisten 1933 übernahm Spangenberg die Aufgaben eines Gauobmannes der Deutschen Arbeitsfront im Gau Berlin. Seit dem 12. März 1933 gehörte er außerdem der Berliner Stadtverordnetenversammlung an und am 1. April wurde er Gauamtsleiter der NSBO in Berlin. Seit 1937 gehörte er der Reichsarbeitskammer an und leitete die Arbeitskammer Berlin.
Ab 12. November 1933 saß Spangenberg zudem als Abgeordneter für den Wahlkreis 2 (Berlin West) im nationalsozialistischen Reichstag, dem er bis zum Ende der NS-Herrschaft im Frühjahr 1945 angehörte.
Gegen Ende des Zweiten Weltkrieges geriet Spangenberg im Zuge der Schlacht um Berlin in sowjetische Gefangenschaft und wurde in die Speziallager Weesow und Landsberg/Warthe sowie ab
Januar 1946 in das Speziallager Buchenwald eingewiesen. Im Dezember 1946 wurde er vor einem sowjetischen Militärgericht wegen Kriegsverbrechen angeklagt, zum Tode verurteilt und 1947 hingerichtet.